# Гідрохорія

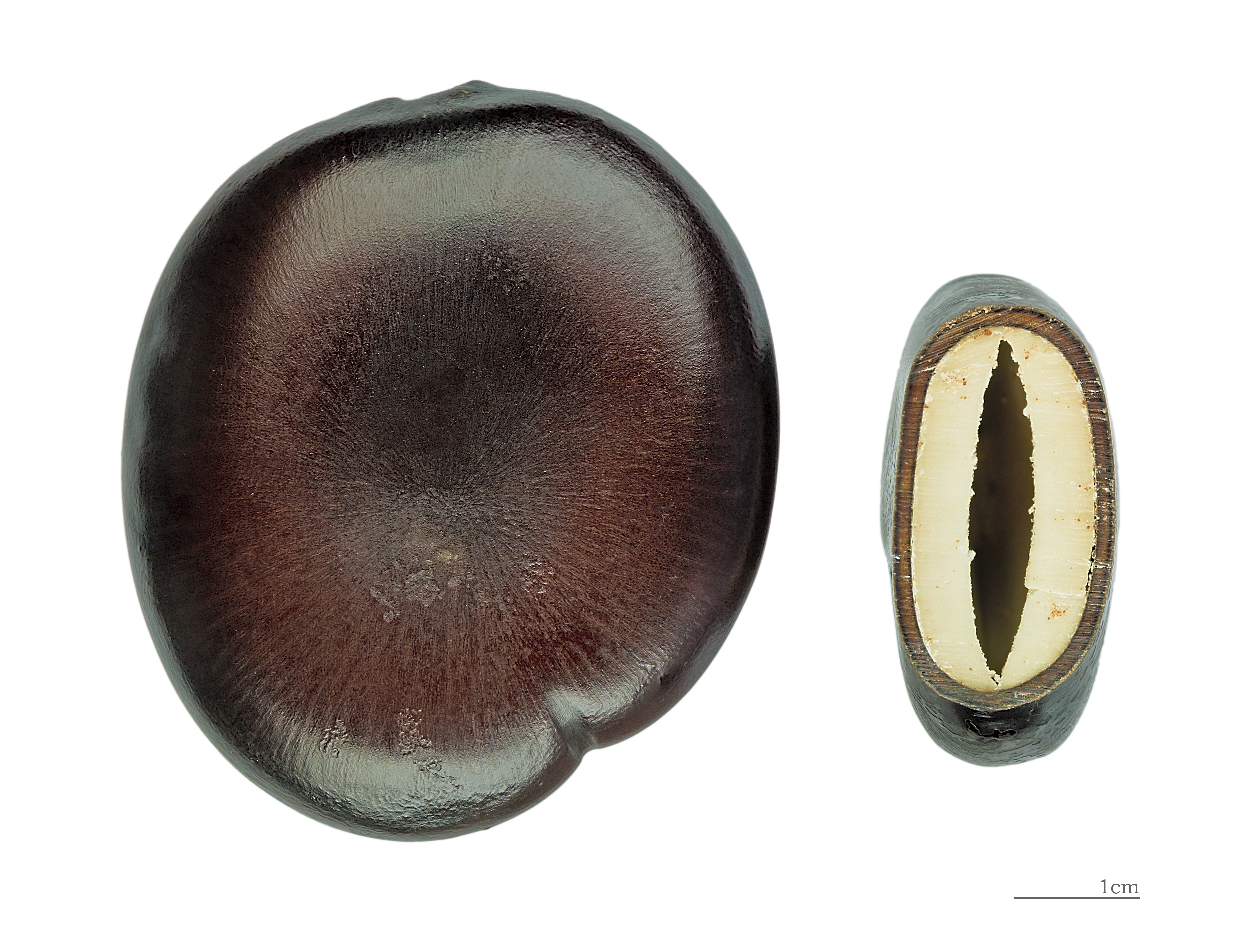
Entada phaseoloides - Гідрохорія

Гідрохорія (від грец. hydro — вода і choreo — йду, поширююсь) — поширення плодів, насіння, спор та ін. зачатків рослин за допомогою води.
Гідрохорні рослини мають ряд пристосувань (здуття й вирости на плодових або насінних оболонках, заповнені повітрям тощо), що забезпечують плавучість їхніх зачатків. Гідрохорія властива здебільшого рослинам, що ростуть у воді або по берегах водойм (наприклад, латаття, стрілолист, осоки тощо).